# Langue (Honduras)
Langue è una città dell'Honduras facente parte del dipartimento di Valle.
Il comune risultava come entità autonoma già nella divisione amministrativa del 1896, dopo essere stato parte del comune di Goascorán; ottenne lo status di città il 15 settembre 1950.